# Foster (Rhode Island)
Pour les articles homonymes, voir Foster.
Foster est une ville américaine (town) située dans le comté de Providence au sein de l’État de Rhode Island. Cette ville fut fondée en 1730 et incorporée en 1806.
La municipalité s'étend sur 51,89 milles carrés (134,39 km2), dont 50,80 milles carrés (131,57 km2) de terres. Selon le recensement de 2010, sa population est de 4 606 habitants.
Le site de Foster fut utilisé dès le XVIIe siècle par les colons européens (1636). Foster est intégré comme une dépendance de Scituate en 1730 avant d'acquérir son autonomie en 1781.

## Villages
Foster comprend plusieurs villages sur son territoire :
- Clayville
- Foster Center
- Moosup Valley
- Mount Hygeia
- North Foster
- Pine Ridge
- Ponagansett
- South Foster
- Vernon

## Résidents célèbres
- Théodore Foster, sénateur. La ville porte son nom.
- Solomon Drowne (en), médecin, auteur et ami de Foster. Il vivait dans une ferme nommée Mount Hygeia.
- Nelson Wilmarth Aldrich, sénateur américain, y est né en 1841. Père d'Abby Rockefeller.